# 76 Фрея
76 Фрея — астероїд зовнішнього головного поясу, відкритий 21 жовтня 1862 року.
Тіссеранів параметр щодо Юпітера — 3,121.